# Auba
Auba fue una revista editada entre 1901 y 1902 en la ciudad española de Barcelona.

## Descripción
Editada en Barcelona y escrita en catalán, su primer número apareció en noviembre de 1901. Entre los colaboradores de la publicación, que estaba liderada por Emmanuel Alfonso y Alfons Maseras, se contaron nombres como los de Pedro Prat Gaballí y Eugenio d'Ors. Cesó su publicación en abril de 1902.